# 1015 Christa
1015 Christa هو كويكب، يقع ضمن حزام الكويكبات. اكتشف في 31 يناير 1924.

## روابط خارجية
- 1015 Christa في قاعدة بيانات مختبر الدفع النفاث لأجرام النظام الشمسي الصغيرة

- الاكتشاف · مخطط المدار ·  العناصر المدارية · المعلمات المادية

- 1015 Christa على موقع ويكي سكاي: DSS2, SDSS, GALEX, IRAS, Hydrogen α, X-Ray, Astrophoto, Sky Map, Articles and images